# Dykpetreller
Dykpetreller (Pelecanoides) är ett släkte i familjen liror som tidigare behandlades som den egna familjen Pelecanoididae.

## Kännetecken
Dykpetreller är små fåglar (15–23 cm) som finns på södra halvklotet. De skiljer sig ganska markant från de andra i ordningen stormfåglar som alla är skickliga flygare. Dykpetreller är istället anpassade till att simma på havet. Med sina små kroppar, korta vingar, korta halsar, trubbiga näbbar och svartvita teckning påminner de om alkor. De fyra arterna är alla lika varandra och går bara att skilja på detaljer och utifrån var de befinner sig.

## Utbredning
Dykpetreller är stannfåglar och häckar i stora kolonier på arktiska öar och på öar söder om Nya Zeeland, Sydamerika och sydöst om Australien i markhålor som de besöker om natten.

## Levnadssätt
Fåglarna lägger ett stort vitt ägg någon gång mellan juli och december som paret turas om att ruva i åtta veckor. Efter åtta veckor är ungen flygg och tar hand om sig själv. Till skillnad från de andra ordningen ruggar dykpetrellerna alla sina vingpennor efter häckning och är därför oförmögna att flyga tills det växt ut nya.

## Status
Flera av arterna har stora utbredningsområden och listas därför som livskraftiga. Perudykpetrellen (Pelecanoides garnotii) anses dock vara nära hotad.

## Kuriosa
Darwin nämner särskilt dykpetrellerna som inspiration till tanken om parallell evolution. Han beskriver dessa fåglar som han såg från fartyget HMS Beagle när han närmade sig Eldslandet och han slogs av hur oerhört lika dessa fåglar var alkorna.

## Arter i släktet
- Perudykpetrell (Pelecanoides garnotii)
- Smalnäbbad dykpetrell (Pelecanoides urinatrix)
- Brednäbbad dykpetrell (Pelecanoides georgicus)
- Magellandykpetrell (Pelecanoides magellani)